# Состав Центральной избирательной комиссии Российской Федерации
Центральная избирательная комиссия Российской Федерации (ЦИК) действует на основании Федерального закона от 12 июня 2002 г. № 67-ФЗ «Об основных гарантиях избирательных прав и права на участие в референдуме граждан Российской Федерации» (ранее — Федерального закона от 6 декабря 1994 г. № 56-ФЗ «Об основных гарантиях избирательных прав граждан Российской Федерации» и Федерального закона от 19 сентября 1997 г. № 124-ФЗ «Об основных гарантиях избирательных прав и права на участие в референдуме граждан Российской Федерации») и состоит из 15 членов, назначаемых Президентом Российской Федерации, Советом Федерации Федерального Собрания Российской Федерации и Государственной Думой Федерального Собрания Российской Федерации (по 5 членов) сроком на 5 лет.
С 1995 г. ЦИК действует на постоянной основе.  ЦИК избирает из своего состава Председателя, заместителя Председателя и секретаря.

## Центральная избирательная комиссия Российской Федерации (1993—1994)
Указом Президента Российской Федерации от 29 сентября 1993 г. № 1505 утвержден состав Центральной избирательной комиссии по выборам в Государственную Думу Федерального Собрания Российской Федерации в 1993 году:
- Рябов Николай Тимофеевич, Председатель Центральной избирательной комиссии (назначен председателем комиссии ранее Указом Президента Российской Федерации от 24 сентября 1993 г. № 1438)
- Иванченко Александр Владимирович, заместитель Председателя Центральной избирательной комиссии, кандидат юридических наук
- Багин Валерий Андреевич, заместитель главы администрации Тюменской области
- Белобородов Андрей Георгиевич, консультант главы администрации Красноярского края
- Биктагиров Раиф Терентьевич, обозреватель газеты «Известия Татарстана», кандидат юридических наук
- Вихленцева Лилия Заудиновна, заведующая юридическим отделом Верховного Совета Карачаево-Черкесской Республики
- Гармаев Ревомир Баярович, заместитель Председателя Верховного Совета Республики Бурятия
- Емельянов Владимир Иванович, заведующий юридическим отделом Владимирского областного Совета народных депутатов
- Жигальцов Петр Иванович, председатель постоянной комиссии Архангельского областного Совета народных депутатов
- Зражевская Татьяна Дмитриевна, заведующая кафедрой Воронежского государственного университета, кандидат юридических наук
- Карпунов Виктор Степанович, заведующий кафедрой Омской высшей школы милиции, кандидат юридических наук
- Коровинских Сергей Петрович, начальник управления юстиции администрации Ставропольского края
- Краснянский Валерий Эвальдович, директор юридической фирмы, кандидат юридических наук, г. Санкт-Петербург
- Кузнецова Маргарита Александровна, начальник отдела по надзору за исполнением законов о несовершеннолетних прокуратуры Челябинской области
- Наумов Валерий Петрович, глава администрации Вурнарского района Чувашской Республики
- Ооржак Александр Санчаевич, советник Президента Республики Тува по правовой политике, кандидат юридических наук
- Салтыков Юрий Николаевич, начальник управления Департамента налоговой полиции Российской Федерации по Астраханской области
- Тарабаров Юрий Васильевич, член окружного суда Коми-Пермяцкого автономного округа
- Ткаченко Лариса Ефремовна, президент Саратовской областной нотариальной палаты
- Тур Анастасия Ивановна, начальник юридического отдела администрации Магаданской области
- Фомичев Июль Петрович, президент корпорации лесопромышленных предприятий и акционерных обществ лесного хозяйства, Ленинградская область

Указом Президента Российской Федерации от 11 октября 1993 г. № 1626 Центральная избирательная комиссия по выборам в Государственную Думу Федерального Собрания Российской Федерации в 1993 году преобразована в Центральную избирательную комиссию по выборам в Совет Федерации и по выборам в Государственную Думу Федерального Собрания Российской Федерации в 1993 году
Указом Президента Российской Федерации от 20 декабря 1993 г. № 2227 Центральная избирательная комиссия по выборам в Совет Федерации и по выборам в Государственную Думу Федерального Собрания Российской Федерации в 1993 году преобразована в Центральную избирательную комиссию Российской Федерации.

## Центральная избирательная комиссия Российской Федерации (1994/1995 — 1999)
Постановлением Государственной Думы от 23 декабря 1994 г. № 434-I ГД назначены членами ЦИК:
- Вешняков Александр Альбертович
- Иванченко Александр Владимирович
- Ищенко Евгений Петрович
- Застрожная Ольга Кирилловна
- Колюшин Евгений Иванович

Постановлением Совета Федерации от 2 марта 1995 г. № 388-I СФ назначены членами ЦИК:
- Биктагиров Раиф Терентьевич
- Карпунов Виктор Степанович
- Тур Анастасия Ивановна
- Фомичев Июль Петрович

Указом Президента Российской Федерации от 6 марта 1995 г. № 248 назначены членами ЦИК:
- Белобородов Андрей Георгиевич
- Веденеев Юрий Алексеевич
- Волкова Ольга Николаевна
- Рябов Николай Тимофеевич (Указом Президента Российской Федерации от 12 ноября 1996 г. № 1540 назначен Чрезвычайным и Полномочным Послом Российской Федерации в Чешской Республике)
- Ткаченко Лариса Ефремовна

Постановлением Совета Федерации от 11 апреля 1995 г. № 417-I СФ назначен членом ЦИК
- Ситник Вячеслав Григорьевич

## Центральная избирательная комиссия Российской Федерации (1999—2003)
Постановлением Государственной Думы от 10 февраля 1999 г. № 3629-II ГД назначены членами ЦИК:
- Вешняков Александр Альбертович
- Дубровина, Елена Павловна|Дубровина Елена Павловна

Еле́на Па́вловна Дубро́вина (род. 16 августа 1960) — член Центральной избирательной комиссии России с 1999 года. До назначения была начальником Государственно-правового управления администрации Челябинской области. Член Политического комитета политической партии "ЯБЛОКО" с 2008 года. Первоначально назначена членом ЦИК Государственной Думой 10 февраля 1999 года по предложению фракции «Яблоко». Затем назначена снова Государственной Думой в 2003 году, а затем в 2007 — Советом Федерации.
- Ищенко Евгений Петрович
- Колюшин Евгений Иванович
- Пономарев Геннадий Семенович

Постановлением Совета Федерации от 18 февраля 1999 г. № 54-СФ назначены членами ЦИК:
- Большаков Сергей Владимирович
- Волкова Ольга Николаевна
- Даниленко Сергей Андреевич
- Кулясова Нина Александровна

Нина Александровна Кулясова (род. 22 октября 1959, с.Усыскино, Инсарский район, Мордовия) — член Центральной избирательной комиссии Российской Федерации с 1999 года. В 1982 г. окончила Мордовский госуниверситет. Работала ст. юрисконсультом, зав. протокольной частью управления делами Совета Министров Мордовской АССР. В 1992-93 гг. - консультант отдела социальной политики аппарата президента Мордовской ССР, управления делами Совета Министров- правительства Мордовской ССР. В 1993-94 гг. - начальник отдела Конституционного суда Мордовской ССР. В 1994-96 гг. - консультант отдела социальной политики аппарата Совета Министров - Правительства Республики Мордовия. В 1996-99 гг. - секретарь ЦИК Республики Мордовия. Назначена членом ЦИК Советом Федерации 18 февраля 1999 года по предложению руководящих органов республик Мордовия и Марий Эл. Затем повторно назначена Советом Федерации 26 февраля 2003 года и затем 21 февраля 2007 года. С 12 ноября 2002 года по 26 марта 2003 года была секретарём ЦИК России.
- Уваров Вячеслав Николаевич

Указом Президента Российской Федерации от 15 марта 1999 г. № 358 назначены членами ЦИК:
- Агеева Любовь Анатольевна
- Власов Валентин Степанович (Указом Президента Российской Федерации от 5 августа 2002 г. № 858 назначен Чрезвычайным и Полномочным Послом Российской Федерации в Республике Мальта)
- Волков Василий Петрович
- Застрожная Ольга Кирилловна
- Бутаев Владимир Иванович

## Центральная избирательная комиссия Российской Федерации (2003—2007)
Постановлением Государственной Думы от 12 февраля 2003 г. № 3617-III ГД назначены членами ЦИК:
- Дубровина Елена Павловна
- Ермакова Эльвира Леонидовна
- Застрожная Ольга Кирилловна
- Колюшин Евгений Иванович
- Крюков Валерий Александрович

Постановлением Совета Федерации от 26 февраля 2003 г. № 40-СФ назначен членом ЦИК
- Конкин Николай Евгеньевич

Николай Евгеньевич Конкин (род. 3 декабря 1964, Ленинград) — член Центральной избирательной комиссии Российской Федерации с 2003 года. Окончил Ленинградский политехнический институт в 1988 г. 1988 — 1991 — инженер Центрального научно-исследовательского института им. академика А. Н. Крылова (г. Ленинград) В 1990—1993 — депутат Ленинградского Совета народных депутатов 21-го созыва, член Комиссии по военно-промышленному комплексу и конверсии. В 1994 г. окончил Санкт-Петербургский государственный университет по специальности "юриспруденция". До назначения работал адвокатом Санкт-Петербургской городской коллегии адвокатов. 21 февраля 2003 года Советом Федерации по представлению 15 северо-западных регионов назначен в ЦИК. 21 февраля 2007 года вновь Советом Федерации назначен членом ЦИК. 26 марта избран секретарем ЦИК. 28 марта 2011 года переизбран на новый срок.
Постановлением Совета Федерации от 26 февраля 2003 г. № 41-СФ назначена членом ЦИК
- Кулясова Нина Александровна

Постановлением Совета Федерации от 26 февраля 2003 г. № 42-СФ назначен членом ЦИК
- Шапиев Сиябшах Магомедович

Постановлением Совета Федерации от 26 февраля 2003 г. № 43-СФ назначен членом ЦИК
- Большаков Сергей Владимирович

Постановлением Совета Федерации от 26 февраля 2003 г. № 44-СФ назначена членом ЦИК
- Демьянченко Людмила Федоровна

Людмила Фёдоровна Демьянченко (род. 4 июня 1954) — член Центральной избирательной комиссии Российской Федерации с 2003 года. До назначения в ЦИК работала председателем избирательной комиссии Камчатской области. Назначена в ЦИК Советом Федерации 26 февраля 2003 года по представлению органов власти 12 регионов Сибири и Дальнего Востока. Затем вновь назначена Советом Федерации 21 февраля 2007 года.
Указом Президента Российской Федерации от 14 марта 2003 г. № 281 назначены членами ЦИК:
- Бутаев Владимир Иванович
- Вельяшев Олег Юрьевич
- Вешняков Александр Альбертович
- Волков Василий Петрович
- Лысенко Владимир Иванович

## Центральная избирательная комиссия Российской Федерации (2007—2011)
Постановлением Совета Федерации от 21 февраля 2007 г. № 42-СФ назначен членом ЦИК
- Конкин Николай Евгеньевич

Постановлением Совета Федерации от 21 февраля 2007 г. № 43-СФ назначена членом ЦИК
- Кулясова Нина Александровна

Постановлением Совета Федерации от 21 февраля 2007 г. № 44-СФ назначен членом ЦИК
- Шапиев Сиябшах Магомедович

Постановлением Совета Федерации от 21 февраля 2007 г. № 45-СФ назначена членом ЦИК
- Дубровина Елена Павловна

Постановлением Совета Федерации от 21 февраля 2007 г. № 46-СФ назначена членом ЦИК
- Демьянченко Людмила Фёдоровна

Постановлением Государственной Думы от 9 марта 2007 г. № 4274-4 ГД назначены членами ЦИК:
- Ермакова Эльвира Леонидовна
- Колюшин Евгений Иванович
- Крюков Валерий Александрович
- Райков Геннадий Иванович
- Чуров Владимир Евгеньевич

Указом Президента Российской Федерации от 12 марта 2007 г. № 321 назначены членами ЦИК:
- Борисов Игорь Борисович
- Вавилов Станислав Владимирович
- Волков Василий Петрович
- Гришина Майя Владимировна
- Фёдоров Игорь Николаевич

Указом Президента Российской Федерации от 15 декабря 2007 г. № 1683 освобожден от обязанностей члена ЦИК Фёдоров Игорь Николаевич
Указом Президента Российской Федерации от 20 декабря 2007 г. № 1722 назначен членом ЦИК Ивлев Леонид Григорьевич

## Центральная избирательная комиссия Российской Федерации (2011—2016)
Постановлением Совета Федерации от 16 февраля 2011 г. № 45-СФ назначен членом ЦИК
- Конкин Николай Евгеньевич

Постановлением Совета Федерации от 16 февраля 2011 г. № 46-СФ назначена членом ЦИК
- Кулясова Нина Александровна

Постановлением Совета Федерации от 16 февраля 2011 г. № 47-СФ назначен членом ЦИК
- Шапиев Сиябшах Магомедович

Постановлением Совета Федерации от 16 февраля 2011 г. № 48-СФ назначена членом ЦИК
- Дубровина Елена Павловна

Постановлением Совета Федерации от 16 февраля 2011 г. № 49-СФ назначен членом ЦИК
- Лопатин Антон Игоревич

Постановлением Государственной Думы от 9 марта 2011 г. № 4931-5 ГД назначены членами ЦИК:
- Воронова Татьяна Геннадьевна
- Даниленко Сергей Андреевич
- Колюшин Евгений Иванович
- Крюков Валерий Александрович
- Лавров Олег Леонидович

Указом Президента Российской Федерации от 14 марта 2011 г. № 300 назначены членами ЦИК:
- Вавилов Станислав Владимирович
- Гришина Майя Владимировна
- Ивлев Леонид Григорьевич
- Чуров Владимир Евгеньевич
- Эбзеев Борис Сафарович

Постановлением Государственной Думы от 15 марта 2013 г. № 1868-6 ГД назначен членом ЦИК:
- Паньшин Денис Игоревич

## Центральная избирательная комиссия Российской Федерации (2016—2021)
Постановлением Совета Федерации от 10 февраля 2016 г. № 43-СФ назначен членом ЦИК
- Булаев Николай Иванович

Постановлением Совета Федерации от 10 февраля 2016 г. № 44-СФ назначена членом ЦИК
- Гришина Майя Владимировна

Постановлением Совета Федерации от 10 февраля 2016 г. № 45-СФ назначен членом ЦИК
- Клюкин Александр Николаевич

Постановлением Совета Федерации от 10 февраля 2016 г. № 46-СФ назначен членом ЦИК
- Лопатин Антон Игоревич

Постановлением Совета Федерации от 10 февраля 2016 г. № 47-СФ назначен членом ЦИК
- Шапиев Сиябшах Магомедович

Постановлением Государственной Думы  назначены членами ЦИК:
- Гальченко Валерий Владимирович
- Колюшин Евгений Иванович
- Крюков Валерий Александрович
- Левичев Николай Владимирович
- Сироткин Сергей Никанорович

Указом Президента Российской Федерации от 3 марта 2016 г. № 101 назначены членами ЦИК:
- Кинев Александр Юрьевич
- Лихачёв Василий Николаевич
- Памфилова Элла Александровна
- Шевченко Евгений Александрович
- Эбзеев Борис Сафарович

## Центральная избирательная комиссия Российской Федерации (2021—2026)
- Памфилова Элла Александровна
- Андреев Павел Викторович
- Борисов Игорь Борисович
- Бударина Наталья Алексеевна
- Шутов Андрей Юрьевич
- Лопатин Антон Игоревич
- Левичев Николай Владимирович
- Колюшин Евгений Иванович
- Курдюмов Александр Борисович
- Мазуревский Константин Сергеевич
- Булаев Николай Иванович
- Эбзеев Борис Сафарович
- Шевченко Евгений Александрович
- Маркина Людмила Леонидовна
- Хаймурзина Эльмира Абдулбариевна

## Председатели, заместители и секретари
Председатели ЦИК:
- Н. Т. Рябов (1993[5]—1996)
- А. В. Иванченко (1996[6]—1999)
- А. А. Вешняков (1999[7]—2007)
- В. Е. Чуров (2007—2016[8])
- Э. А. Памфилова (с 2016 г.)

Заместители Председателя ЦИК:
- А. В. Иванченко (1993[9]—1996[10])
- И. П. Фомичев (1996[11]—1999)
- В. С. Власов (1999[12]—2002[13])
- О. К. Застрожная (2002[14]—2003)
- О. Ю. Вельяшев (2003[15]—2007)
- С. В. Вавилов (2007[16]—2016)
- Л. Г. Ивлев (2008[17]—2016)
- Н. И. Булаев  (с 2016 г.)

Секретари ЦИК:
- А. А. Вешняков (1995[18]—1999)
- О. К. Застрожная (1999[19]—2002[20]), (2003[21]—2007)
- Н. А. Кулясова (2002[22]—2003)
- Н. Е. Конкин (2007[23]—2016)
- М. В. Гришина (с 2016 г.)